# Broken by Desire to Be Heavenly Sent
Broken by Desire to Be Heavenly Sent — второй студийный альбом шотландского певца Льюиса Капальди, изданный 19 мая 2023 года звукозаписывающими лейблами Vertigo Records и Capitol Records. Его выход предваряли три сингла, занявших первое место в британском чарте — «Forget Me», «Pointless» и «Wish You the Best», а также промо-сингл «How I’m Feeling Now».

## Информация об альбоме
Капальди заявил, что вдохновением для написания альбома послужил «выход на улицу и взгляд на окружающий мир и происходящее в нём, а затем он начал писать песни, связанные с этим». В пресс-релизе, выпущенном к выходу сингла «Forget Me», Капальди объяснил, что не хочет создавать «новое звучание» или «переосмысливать» себя, и что «песни, которые он хочет написать, — это эмоциональные песни о любви или потере».
Альбом был записан с использованием простого оборудования и инструментов: «только простой интерфейс, ноутбук, колонки и вокальный микрофон Shure SM7B», а также при участии авторов песен и продюсеров, работавших над первым альбомом Капальди — TMS, Фила Плестеда, Ника Аткинсона и Эдда Холлоуэя, — и, по словам Капальди, «по крайней мере один из них присутствует почти в каждой песне». Капальди прокомментировал, что «ему казалось, что он звучит лучше, потому что он просто расслаблялся в своих мучениях».
Альбом вышел 19 мая 2023 года, а расширенное издание вышло в качестве альбома-сюрприза 1 января следующего года.

## Продвижение
О выходе альбома было объявлено 18 октября 2022 года после выхода в сентябре лид-сингла «Forget Me», дебютировавшего на первом месте UK Singles Chart. Вторым синглом с альбома стала песня «Pointless», изданная 2 декабря 2022 года, также добравшаяся до первого места в UK Singles Chart.
16 марта 2023 года вышел трейлер документального фильма Netflix Lewis Capaldi: How I’m Feeling Now, за которым последовал одноимённый промо-сингл «How I’m Feeling Now». Премьера документального фильма состоялась 5 апреля 2023 года. Третий сингл «Wish You the Best» вышел 13 апреля 2023 года и дебютировал на первом месте британского чарта.
В августе 2024 года песня с альбома «Love The Hell Out Of You» получила новый виток популярности после того, как она прозвучала в фильме «Всё закончится на нас». В результате на стриминговых платформах а=песню переименовали в «Love The Hell Out Of You (From The Motion Picture ’It Ends With Us’)», также вышел мини-альбом с оригинальной, фортепианной, гитарной и струнной версиями песни.

## Критика
| Совокупная оценка    | Совокупная оценка |
| Источник             | Оценка            |
| -------------------- | ----------------- |
| AnyDecentMusic?      | 5.9/10            |
| Metacritic           | 61/100            |
| Оценки критиков      |                   |
| Источник             | Оценка            |
| Clash                | 6/10              |
| Evening Standard     | [ 19 ]            |
| The Guardian         | [ 20 ]            |
| Hot Press            | 6/10              |
| i                    | [ 22 ]            |
| The Independent      | [ 23 ]            |
| The Line of Best Fit | 8/10              |
| NME                  | [ 25 ]            |
| Pitchfork            | 4.0/10            |
| Rolling Stone UK     | [ 27 ]            |

Альбом Broken by Desire to Be Heavenly Sent получил оценку 61 из 100 на основе восьми рецензий критиков на агрегаторе рецензий Metacritic, что указывает на «в целом благоприятный» приём. В отзыве от The Guardian говорится, что у Капальди «мощный голос», и что он «лучше справляется с горем, чем с парящим счастьем», но что "есть моменты, где фортепианные вступления в стиле «если бы «Hey Jude» была песней Coldplay» и пронзительные, ревущие припевы сливаются в одну длинную душераздирающую балладу — и порой указывают на его ограничения". Рецензент издания Hot Press написал, что альбом «в основном придерживается знакомой тематики, но подчёркивает потрясающее вокальное мастерство таланта во многих треках», особенно в «Any Kind of Life» и «How This Ends». В отзыве от The Line of Best Fit альбом описывается как «триумфальное возвращение Капальди», «Heavenly Kind of State of Mind» назван одним из лучших треков, поскольку он «побуждает слушателей отложить носовые платки и вскочить под буги-вуги», а «Love the Hell Out of You» и «Any Kind of Life» — как «нежные фортепианные баллады, в которых сначала наслаждаются, а затем мучаются по во время и после влюблённости».
В рецензии журнала Clash говорится, что на этом альбоме Капальди «действует без рисков, делая двойную ставку на формулу его дебютного альбома, который так полюбился фанатам, внося лишь незначительные изменения», и, несмотря на «отсутствие смелости», альбом определённо понравится фанатам певца. Критик делает заключение, что второй диск «слишком близок к дебютному альбому, чтобы по-настоящему считаться продолжением его творчества». В рецензии от NME говорится, что альбом «иногда демонстрирует устойчивый рост», как, например, грув в «Forget Me», «оттенок» американы в «Heavenly Kind of State of Mind», гитарное соло, «заимствованное из мощных баллад 80-х», в «Leave Me Slowly», а также ирония и «искренние» тексты Капальди в «How I’m Feeling Now», но «потенциал остаётся в значительной степени нераскрытым». В отзыве от Evening Standard отмечено, что «хотя эти песни не несут в себе ничего нового — переливы фортепианных нот в песнях «Wish You the Best», «Haven’t You Ever Been in Love Before» и «Any Kind of Life» очень напоминают его хит «Someone You Loved» — никакого цинизма в них не улавливается».
В отзыве от газеты i музыка с альбома названа «безобидной и ничем не примечательной», но «истинный талант Капальди заключается в его проникновенных текстах», и сам альбом является «трогательным, когда он не слишком старается быть милым». В рецензии от The Independent́ отмечено, что «эти великолепно исполненные жалобные тексты превращаются в своего рода балладный суп», и что альбому не хватает «притягательного обаяния» и «разнообразия»; «лучшим моментом» альбома является заключительный трек «How I’m Feeling Now», в котором Капальди «звучит скорее как он сам, а не как певец, стремящийся к чему-то». В рецензии Pitchfork заявляется, что альбом в целом «непригоден для прослушивания», поскольку он ощущается «как просмотр пьесы, в которой каждая сцена разыгрывается как эмоциональная кульминация», «почти каждая песня начинается мягко, с голоса Капальди в его привлекательной разговорной манере — немного мальчишеской и неуверенной, словно пытающейся достучаться до кого-то, — а затем врывается припев, словно сметающий шар»; также отмечается, что «бесконечно влажное, стерильное фортепиано совершенно не подходит для голоса, вечно находящегося на грани распада».
В отзыве от The Telegraph альбом характеризуется как «полностью набитый очередным раундом громких, сентиментальных баллад о том, насколько несчастна личная жизнь [Капальди]», но при этом автору «не может не нравиться Капальди, даже несмотря на то, что [он] задаётся вопросом, нужно ли кому-то вообще слушать двенадцать мелодраматических сентиментальных песен подряд». В рецензии от Rolling Stone UK отмечено, что «слишком сильно полагаясь на балладную составляющую, чтобы создать стопроцентный хит, Капальди рискует упустить из виду тонкие моменты экспериментов, которые намекают на гораздо более захватывающее будущее», и что «у него всё ещё может быть более разнообразное и интересное музыкальное будущее. Хотелось бы только, чтобы он осмелился попробовать вступить на этот путь». В отзыве musicOMH альбом назван «акустически и тематически повторяющимся» и говорится, что отсутствие чувства юмора Капальди в его музыке — это «провал воображения, и слабые места [альбома], к сожалению, свидетельствуют об этом неизобретательном подходе».

## Продажи
Broken by Desire to Be Heavenly Sent дебютировал на первом месте в британском чарте альбомов 26 мая 2023 года, обойдя по продажам остальные 10 лучших альбомов вместе взятые, с суммарными продажами в 95 000 экземпляров, что сделало его самым быстро продаваемым альбомом года в Великобритании. Альбом дебютировал на первом месте в альбомном чарте Австралии, став первым альбомом Капальди, занявшим там первое место.

## Список композиций
| №                   | Название                                | Автор(ы)                                                                                | Продюсеры                             | Длительность |
| ------------------- | --------------------------------------- | --------------------------------------------------------------------------------------- | ------------------------------------- | ------------ |
| 1.                  | «Forget Me»                             | Lewis Capaldi Michael Pollack Philip Plested Thomas Barnes Peter Kelleher Benjamin Kohn | TMS Capaldi Chris Bishop [a]          | 3:23         |
| 2.                  | «Wish You the Best»                     | Capaldi JP Saxe Malay                                                                   | TMS Capaldi Bishop [a]                | 3:30         |
| 3.                  | «Pointless»                             | Capaldi Johnny McDaid Steve Mac Ed Sheeran                                              | Mac                                   | 3:51         |
| 4.                  | «Heavenly Kind of State of Mind»        | Capaldi Jamie Hartman Nick Atkinson                                                     | Capaldi Atkinson Edd Holloway         | 3:21         |
| 5.                  | «Haven’t You Ever Been in Love Before?» | Capaldi Atkinson Holloway                                                               | Capaldi Atkinson Holloway             | 3:50         |
| 6.                  | «Love the Hell Out of You»              | Capaldi Pollack Plested Barnes Kelleher Kohn                                            | Capaldi TMS Bishop [a]                | 3:25         |
| 7.                  | «Burning»                               | Capaldi Atkinson Holloway                                                               | Capaldi Atkinson Holloway Bishop [a]  | 3:36         |
| 8.                  | «Any Kind of Life»                      | Capaldi Plested Barnes Kelleher Kohn                                                    | Capaldi TMS Bishop [a]                | 3:15         |
| 9.                  | «The Pretender»                         | Capaldi Plested Atkinson Holloway                                                       | Capaldi Atkinson Holloway             | 3:40         |
| 10.                 | «Leave Me Slowly»                       | Capaldi Savan Kotecha Max Martin Oscar Holter Max Grahn                                 | Martin Fat Max Gsus Robert John Lange | 3:43         |
| 11.                 | «How This Ends»                         | Capaldi Pollack Plested Barnes Kelleher Kohn                                            | Capaldi Atkinson Holloway             | 3:46         |
| 12.                 | «How I’m Feeling Now»                   | Capaldi Barnes Kelleher Kohn Tobias Jesso Jr.                                           | TMS Capaldi Bishop [a]                | 3:46         |
| Общая длительность: | Общая длительность:                     | Общая длительность:                                                                     | Общая длительность:                   | 43:10        |

| №                   | Название                       | Длительность |
| ------------------- | ------------------------------ | ------------ |
| 13.                 | «Pointless» (unplugged)        | 4:30         |
| 14.                 | «Wish You the Best» (acoustic) | 3:48         |
| Общая длительность: | Общая длительность:            | 51:32        |

| №                   | Название                                   | Длительность |
| ------------------- | ------------------------------------------ | ------------ |
| 13.                 | «How I'm Feeling Now» (orchestral version) | 3:45         |
| 14.                 | «Burning» (orchestral version)             | 3:34         |
| Общая длительность: | Общая длительность:                        | 50:29        |

| №                   | Название                               | Длительность |
| ------------------- | -------------------------------------- | ------------ |
| 15.                 | «Strangers»                            | 3:34         |
| 16.                 | «A Cure for Minds Unwell»              | 3:24         |
| 17.                 | «Someone I Could Die For»              | 3:26         |
| 18.                 | «The Ancient Art of Always Fucking Up» | 4:03         |
| 19.                 | «Old Navy Blue»                        | 3:08         |
| Общая длительность: | Общая длительность:                    | 68:04        |

Note
- ↑  обозначает дополнительного продюсера

## Позиции в чартах
| Чарт (2023)                         | Наивысшая позиция |
| ----------------------------------- | ----------------- |
| Австралия (ARIA)                    | 1                 |
| Австрия (Ö3 Austria)                | 7                 |
| Бельгия/Фландрия (Ultratop)         | 2                 |
| Бельгия/Валлония (Ultratop)         | 6                 |
| Канада (Canadian Albums Chart)      | 2                 |
| Дания (Hitlisten)                   | 10                |
| Нидерланды (Album Top 100)          | 1                 |
| Финляндия (Suomen virallinen lista) | 35                |
| Франция (SNEP)                      | 41                |
| Германия (Offizielle Top 100)       | 4                 |
| Ирландия (Irish Albums Chart)       | 1                 |
| Италия (Classifica album)           | 31                |
| Литва Lithuanian Albums (AGATA)     | 88                |
| Новая Зеландия (RMNZ)               | 1                 |
| Норвегия (VG-lista)                 | 2                 |
| Польша (ZPAV)                       | 61                |
| Португалия (AFP)                    | 14                |
| Шотландия (Scottish Albums Chart)   | 1                 |
| Испания (PROMUSICAE)                | 30                |
| Швеция (Sverigetopplistan)          | 21                |
| Швейцария (Schweizer Hitparade)     | 2                 |
| Великобритания (UK Albums Chart)    | 1                 |
| США (Billboard 200)                 | 14                |

| Чарт (2023)                                  | Позиция |
| -------------------------------------------- | ------- |
| Бельгия Belgian Albums (Ultratop Flanders)   | 84      |
| Нидерланды Dutch Albums (Album Top 100)      | 45      |
| Швейцария Swiss Albums (Schweizer Hitparade) | 98      |
| Великобритания Albums (OCC)                  | 14      |

| Чарт (2024)                                | Позиция |
| ------------------------------------------ | ------- |
| Бельгия Belgian Albums (Ultratop Flanders) | 142     |
| Великобритания UK Albums (OCC)             | 77      |

## Сертификации
| Регион                                                                      | Сертификация | Продажи |
| --------------------------------------------------------------------------- | ------------ | ------- |
| Великобритания (BPI)                                                        | Платиновый   | 300 000 |
| Данные о продажах + прослушиваниях приведены только на основе сертификации. |              |         |

## Хронология релиза
| Страна | Дата          | Формат                                         | Лейбл           | Версия           | Ссылка |
| ------ | ------------- | ---------------------------------------------- | --------------- | ---------------- | ------ |
| Мир    | 19 мая 2023   | кассета CD цифровая дистрибуция стриминг винил | Vertigo Capitol | Standard edition | [ 63 ] |
| Мир    | 1 января 2024 | цифровая дистрибуция стриминг                  | Vertigo Capitol | Extended edition |        |